# Oatman (Arizona)

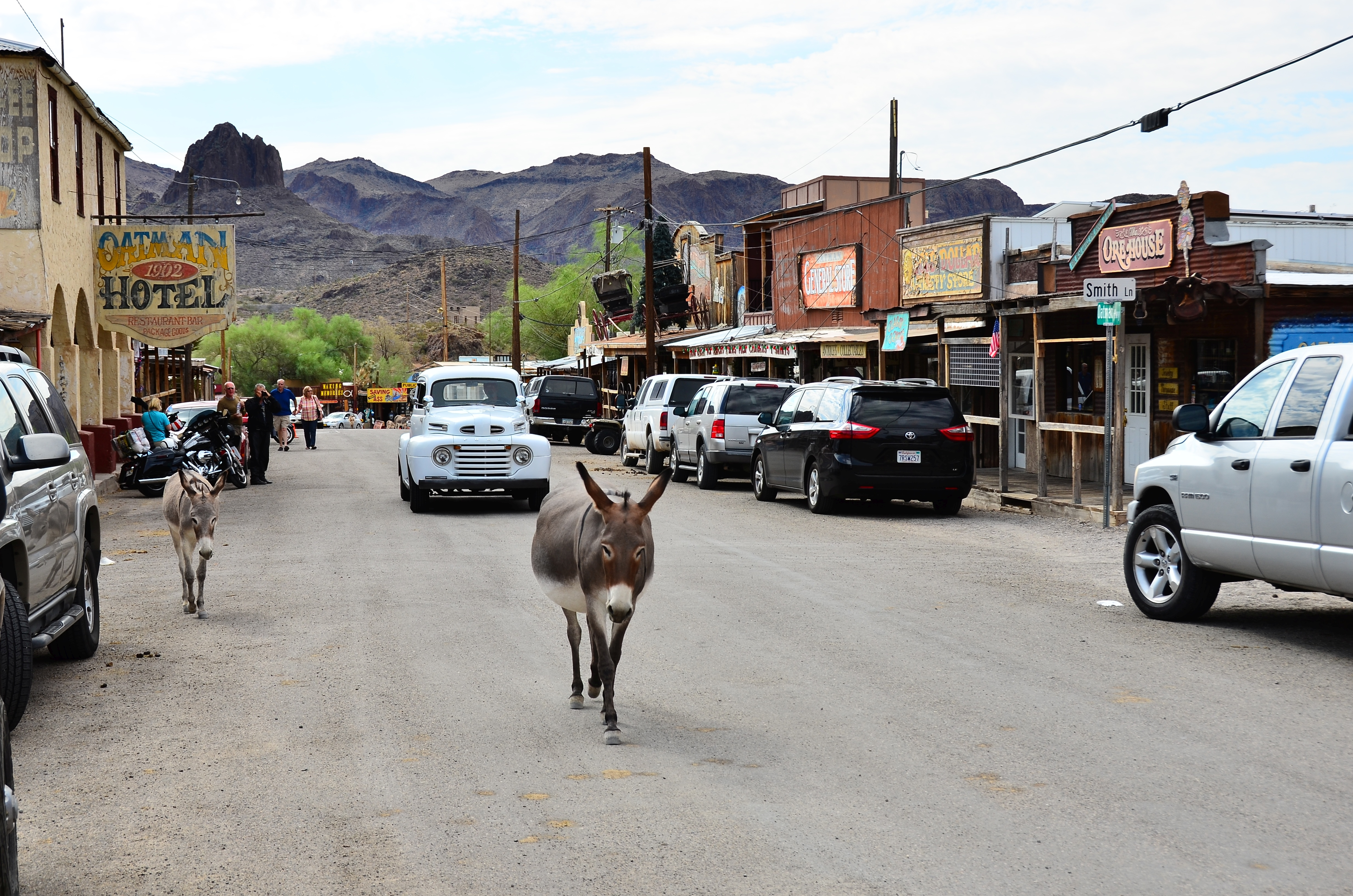
Osły na ulicy w Oatman

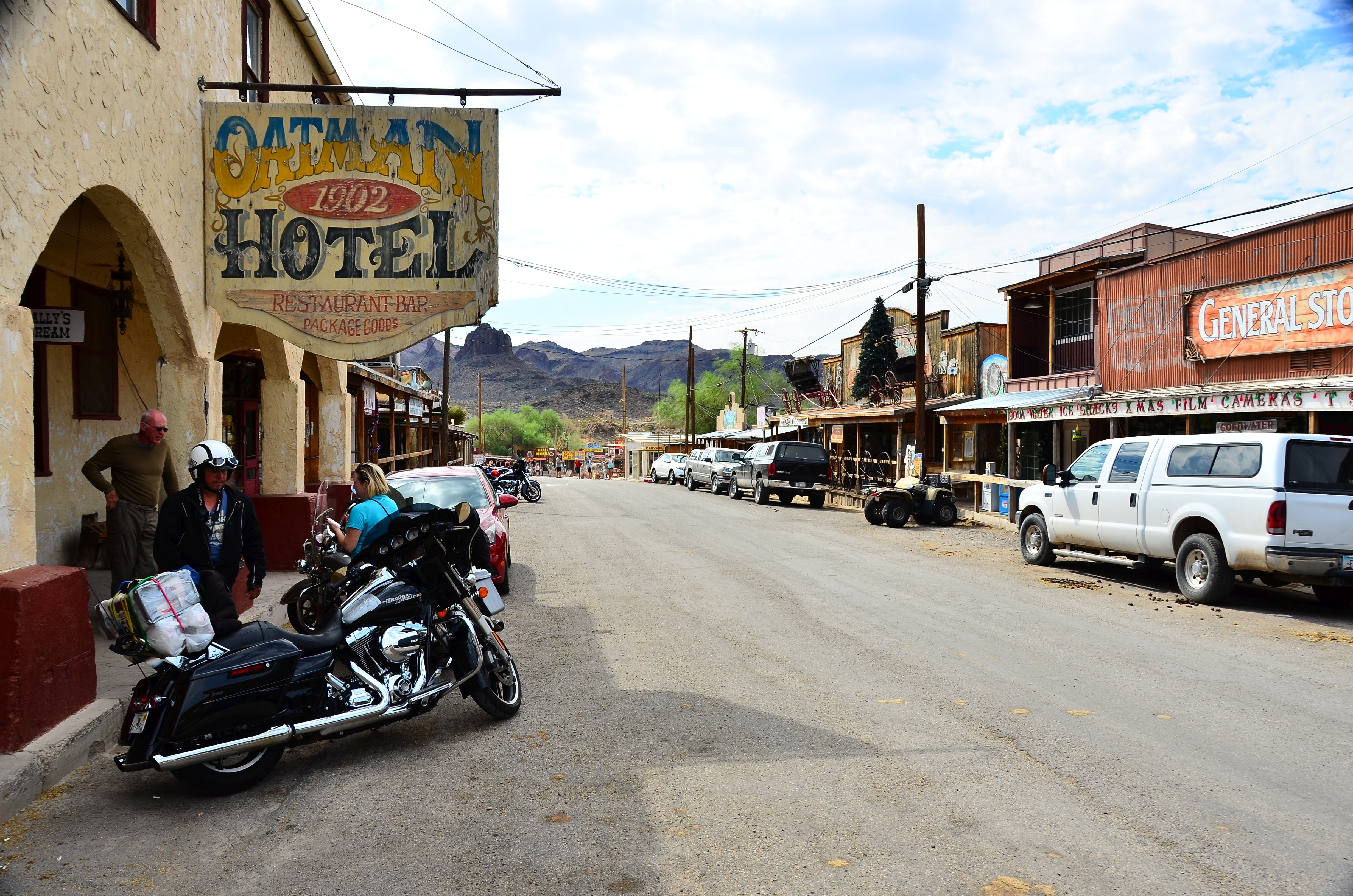
Oatman hotel

Oatman – wymarłe miasto w stanie Arizona w Stanach Zjednoczonych, na szlaku Route 66. Powstało ok. 1906 roku z obozu poszukiwaczy złota, gdy kilku z nich znalazło kruszec o wartości 10 milionów dolarów. W pobliżu miasta przez wiele lat istniała kopalnia złota, a osada zaludniona była przede wszystkim przez górników. Pożar w 1921 pochłonął większość budynków, pozostawiając jednak Oatman Hotel. Do 1941 roku w rejonie wydobyto kruszec o wartości 40 milionów dolarów (2,6 miliarda wedle obecnej wartości), po czym kopalnię zamknięto. Od 1952 roku wydobycie stopniowo malało, a 1960 roku miasto zostało niemal kompletnie opustoszałe.
Na fali renesansu zainteresowania Route 66 i dziedzictwem historycznym USA, Oatman zyskało ponownie popularność i obecnie jest atrakcją turystyczną. Wzdłuż odrestaurowanej ulicy mieszczą się sklepy z pamiątkami, a po całym miasteczku swobodnie przechadzają się osły.